# Ilhas Gotō
As ilhas Gotō (五島列島 (Gotō rettō)), literalmente «arquipélago das cinco ilhas», são um grupo de ilhas de Japão localizadas no mar da China Oriental, a oeste da ilha de Kyushu. Administrativamente, as ilhas pertencem à prefeitura de Nagasaki.

## Geografia

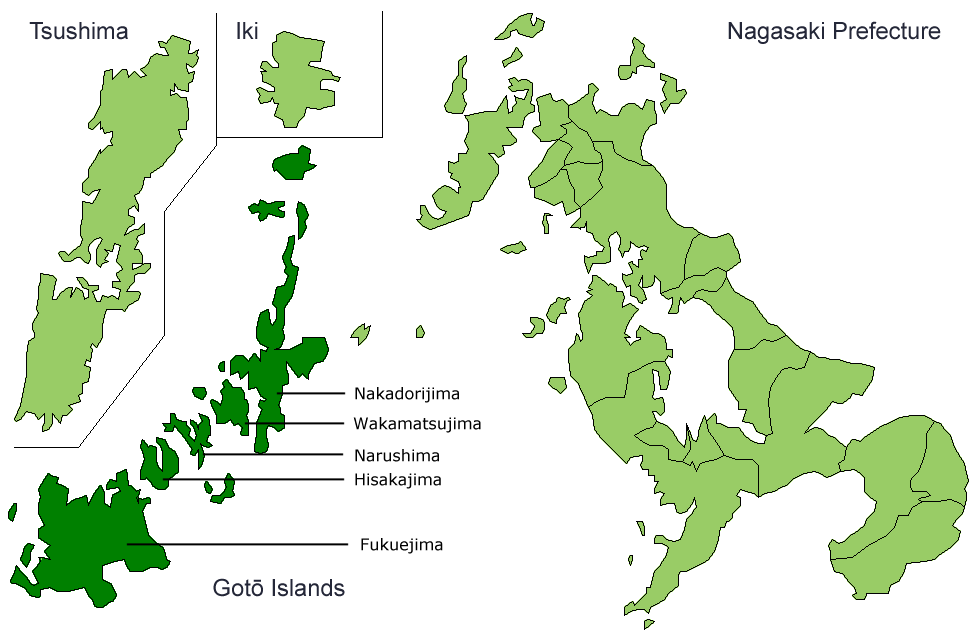
Mapa do arquipélago

Existem 140 ilhas no total, das quais se destacam cinco: Fukuejima (福江島), Hisakajima (久賀島), Narushima (奈留島), Wakamatsujima (若松島) e Nakadōrijima (中通島).
O grupo de ilhas abrange 85 km de extremo a extremo e o seu centro está localizado em 32°45′03″N 128°27′30″E. A norte localiza-se a ilha de Tsushima no estreito da Coreia, e a leste fica Kyushu e o resto da prefeitura de Nagasaki. As ilhas ficam a 100 km da cidade portuária de Nagasaki. A corrente Tsushima (ramo da corrente de Kuroshio) passa perto das ilhas.
A ilha meridional de Fukuejima mede aproximadamente 25 km de norte a sul e 25 km de este a oeste; a ilha de Nakadōrijima mede aproximadamente 40 km de norte a sul e 20 km de este a oeste no seu ponto mais largo. Porém, grande parte de Nakadōrijima é muito estreita, com menos de 6 km. As ilhas estão cobertas de cultivo e lá habitam veados.
Politicamente, desde a fusão de 2004, estabeleceu-se a cidade de Gotō que abarca Fukuejima, Hisakajima, Narushima e outras sete ilhas habitadas. Também na fusão de 2004, a localidade de Shinkamigoto ocupa Nakadōrijima e Wakamatsujima.
A maior das ilhas, Fukue (Fukuejima) tem cerca de 37000 habitantes.

## Demografia
A maioria dos habitantes descende de católicos que mantiveram práticas religiosas em segredo devido à proibição do catolicismo que vigorou durante 250 anos no Japão, e que era punida com pena de morte. Estes católicos escondidos são conhecidos pelo nome de Kakure Kirishitan. As ilhas têm numerosas igrejas católicas, sendo a mais antiga e a mais importante a Igreja Dozaki, construída em 1868 e localizado a 6 km a norte do porto de Fukue.

## Transportes

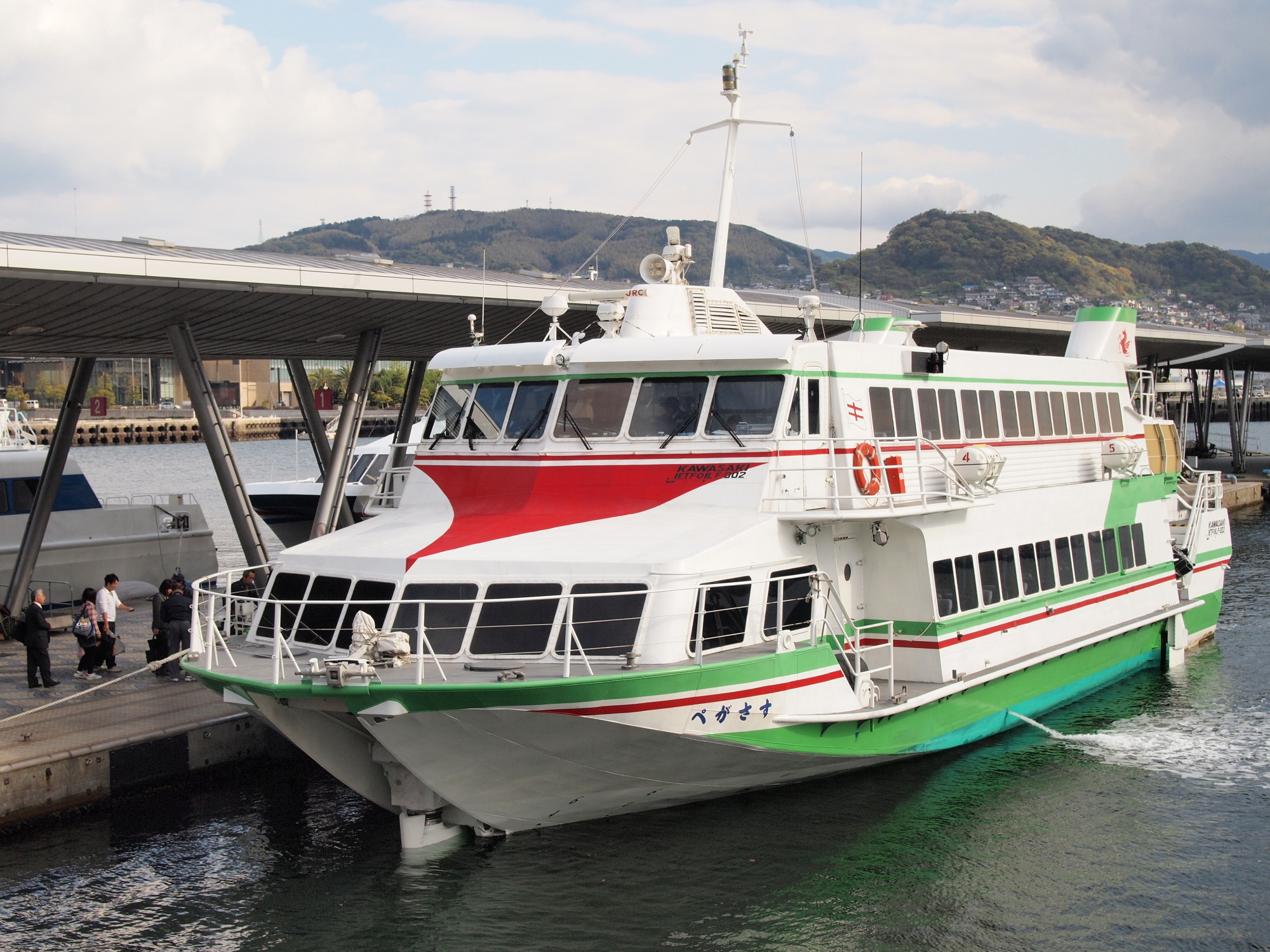
Transporte para as ilhas

O Aeroporto Gotō-Fukue (FUJ/RJFE) serve a ilha Fukue. Há serviço de ferry a partir de Nagasaki e de Sasebo.

## Efemérides
Na ilha de Fukue (Fukue-jima), a maior das ilhas do arquipélago, nasceu o Pe. Chohachi Nakamura (1856-1940), conhecido como apóstolo dos imigrantes japoneses. Desde 1923 até sua morte em 1940 dedicou-se a atender espiritualmente a comunidade japonesa que residia no Sudeste do Brasil. Desde 2002 está aberto seu processo de beatificação. Está enterrado em Álvares Machado (SP).